# Épagneul français
De épagneul français is een hondenras dat afkomstig is uit Frankrijk. Het ras behoort tot de grootste spaniëlrassen. Het dier wordt voornamelijk gebruikt als jachthond.
Een volwassen reu is ongeveer 59 centimeter hoog, een volwassen teef ongeveer 57 centimeter. Ze bereiken een gewicht dat varieert tussen de 23 en 32 kilogram.
Bracco italiano ·
Braque d'Auvergne ·
Braque de l'Ariège ·
Braque du Bourbonnais ·
Braque Dupuy ·
Braque français ·
Braque Saint-Germain ·
Český fousek ·
Drentsche patrijshond ·
Duitse staande hond (draadhaar) ·
… (korthaar) ·
… (langhaar) ·
… (stekelhaar) ·
Engelse setter ·
Épagneul bleu de Picardie ·
Épagneul breton ·
Épagneul de Pont-Audemer ·
Épagneul français ·
Épagneul picard ·
Gammel dansk hønsehund ·
Gordon setter ·
Griffon Boulet ·
Griffon Korthals ·
Grote münsterländer ·
Ierse setter ·
Kleine münsterländer ·
Perdigueiro de Burgos ·
Perdigueiro português ·
Poedelpointer ·
Pointer ·
Slovenský hrubosrstý stavač ·
Spinone italiano ·
Stabij ·
Vizsla ·
Weimarse staande hond